# アルテルナティーバ・ガレーガ・デ・エスケルダ
アルテルナティーバ・ガレーガ・デ・エスケルダ（Alternativa Galega de Esquerda、AGE）は2012年の州選挙を目指して結成された、ガリシア自治州のガリシア民族主義政党アノーバ＝イルマンダーデ・ナショナリスタ、ガリシア統一左翼（EU-IU、統一左翼のガリシア支部政党連合）、EQUO Galicia（エコロジー政党EQUOのガリシア支部政党）、Espazo Ecosocialista Galego（ガリシア・エコ社会主義スペース）などによって結成された地域選挙連合組織。

## 経緯
2012年2月のガリシア民族主義ブロック（BNG）の分裂によるエンコントロ・イルマンデーニョ（EI）とマイス・ガリサ（+G）の離脱の後、両勢力のメンバーが入り乱れて次期州議選を目指して集まった。同年3月にEIが選挙のためのプラットフォームの組織化を推進することを決定、モベメント・ポラ・バセ、ガリサ人民戦線（FPG）もそれに賛同し、アノーバ＝イルマンダーデ・ナショナリスタとして具体化した。その後ガリシア左翼統一（es）の一部も合流した。
一方+Gは、ガリシア行動（es）、ガリシア・エコ社会主義スペースとともに新組織を立ち上げ、コンプロミソ・ポル・ガリシア（CxG）と命名した。その後、やはりBNGから離脱した、ガリシア民族主義党＝ガリシア主義党（PNG-PG）、エスケルダ・ナショナリスタ（EN）、ガリシア社会主義スペース（es）と、ガリシア左翼統一の一部、ガリシア主義民主党（PGD）、アルテルナティーバ・ポプラール・ガレーガ（APGA）、ガリシアの大地（TEGA）が合流した。
その後の数カ月間、ANOVAとCxGの合流、あるいは共闘の可能性が模索され、わずかずつではあるが進展していった。ANOVAはより反資本主義的で、主権主義的で、CxGは社会民主主義的で穏健派だったのである。
次期州議選（2013年に実施される予定であった）が前倒して実施されることが発表されて、ANOVAはより広範囲な左翼の結集をBNG、CxG、FPG、EU-IUに呼び掛けた。EQUO Galiciaもまたこの合流に前向きな姿勢を見せた。CxGもANOVAに選挙連合での共闘を申し入れた。
9月4日EU-IUは州議選でのANOVAとの共闘の受け入れを発表、EQUO Galiciaもまた、共闘への参加についてメンバーおよび支持者にはかり、可決の後、選挙連合への参加を決定した。
当初、選挙連合の名称はアルテルナティーバ・ガレーガ（Alternativa Galega）とすることになっていたが、この名称は別の政治組織によって登録されていたため、アルテルナティーバ・ガレーガ・デ・エスケルダへ変更することとなった。
選挙連合への参加を表明していたCxGは、最終的に単独で選挙に臨むことを決した。CxGの不参加を受けて、CxGに参加していたガリシア・エコ社会主義スペースは、CxGを離脱し、アルテルナティーバ・ガレーガ・デ・エスケルダへの参加を決めた。
2012年10月21日に実施された州議会選挙の結果は、得票200,101票（得票率13.99%）で9議席（議席配分はEUが5議席、Anovaが4議席）を獲得、議会第3党となった。